# Monti Vihorlat

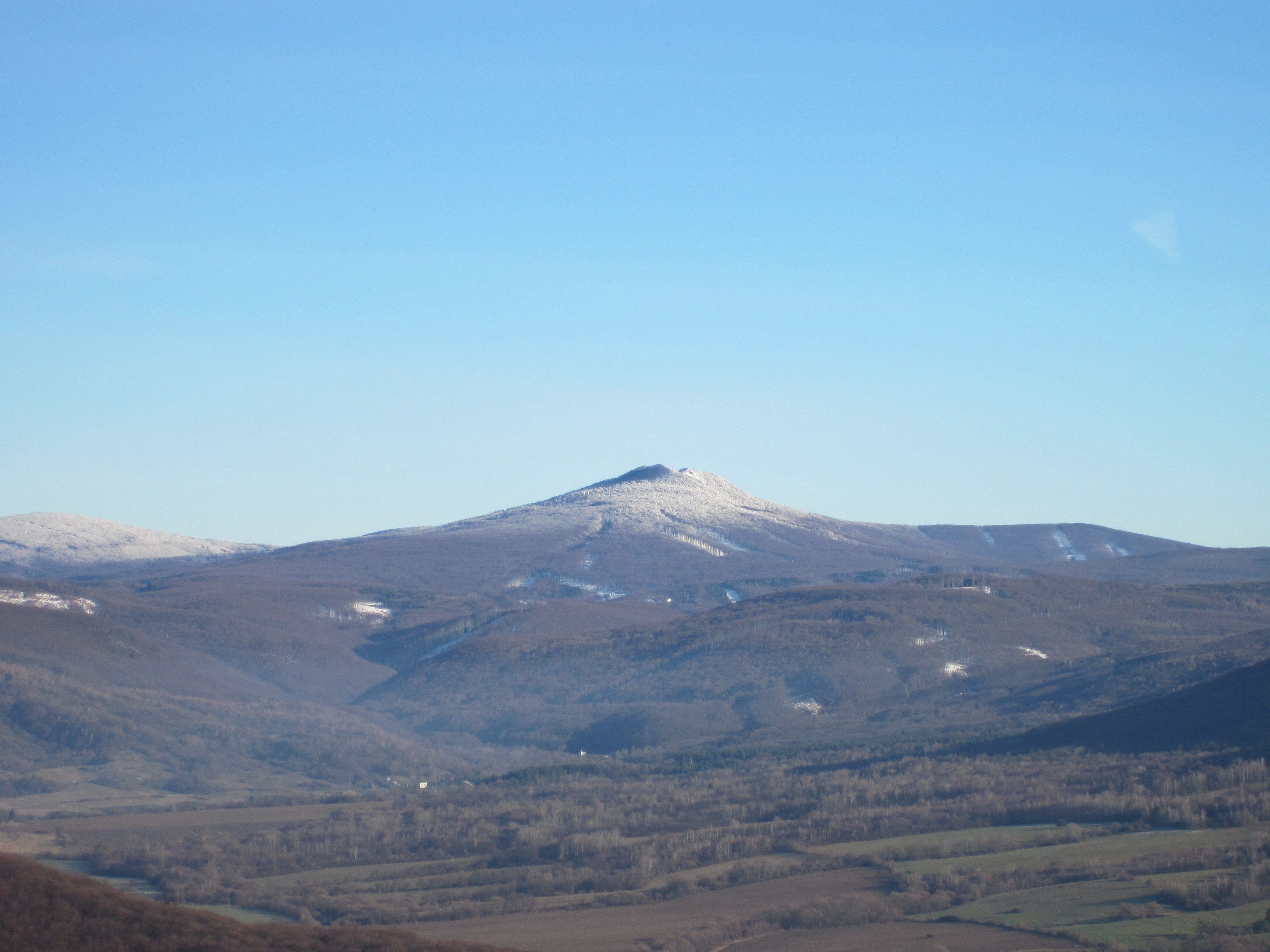
Vihorlat in inverno

I Monti Vihorlat (in slovacco: Vihorlatské vrchy; in ucraino: Вигорлат, Vyhorliat) o colloquialmente solo Vihorlat, sono una catena montuosa vulcanica della Slovacchia orientale e dell'Ucraina occidentale. Parte della catena fa parte del Patrimonio dell'umanità UNESCO.

## Monti Vihorlat in Slovacchia
La parte slovacca è lunga 55 km, per una larghezza massima di 11 km e altezze comprese tra 400 m e 1.076 m. È l'unica catena montuosa slovacca che fa parte dei Carpazi Interni Orientali; la parte centrale delle montagne è protetta dall'Area Protetta del Panorama di Vihorlat.
Vihorlat confina con il Bassopiano della Slovacchia orientale (Východoslovenská nížina) a sud e ad ovest. Il Piemonte dei Beschidi (Beskydské predhorie) separa Vihorlat dai Monti Bukovec e dalle alture di Laborecká vrchovina a nord. Il picco con maggiore altezza è Vihorlat, con 1.076 metri s.l.m. Il maggiore lago della catena montuosa è il Morscké oko, situato a 618 metri s.l.m., mentre alle pendici meridionali dei monti, vicino alla città di Michalovce si estende il bacino artificiale di Zemplínska šírava, il terzo lago della Slovacchia per superficie.

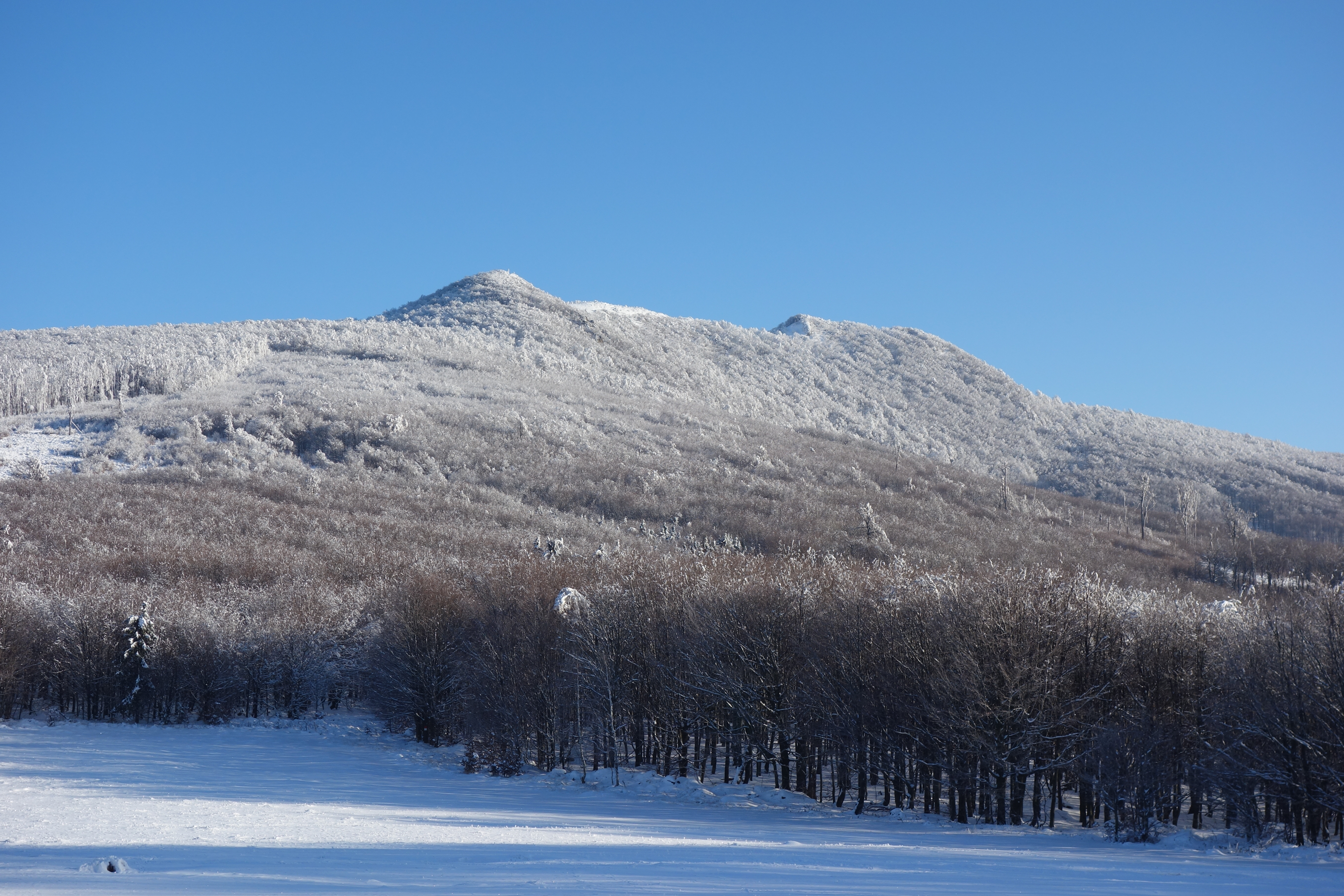
Vihorlat
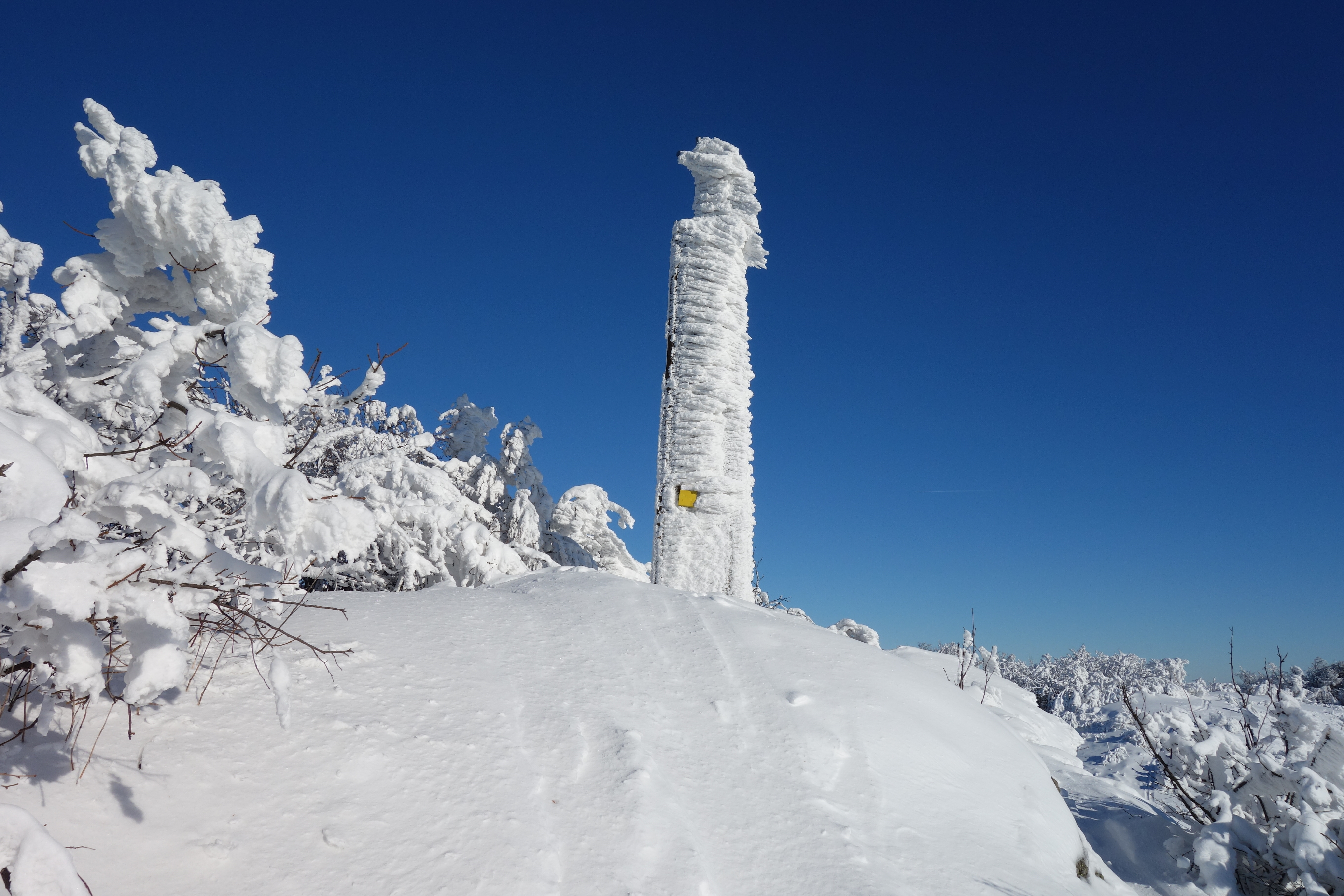
Vihorlat (1.076 m s.l.m.)
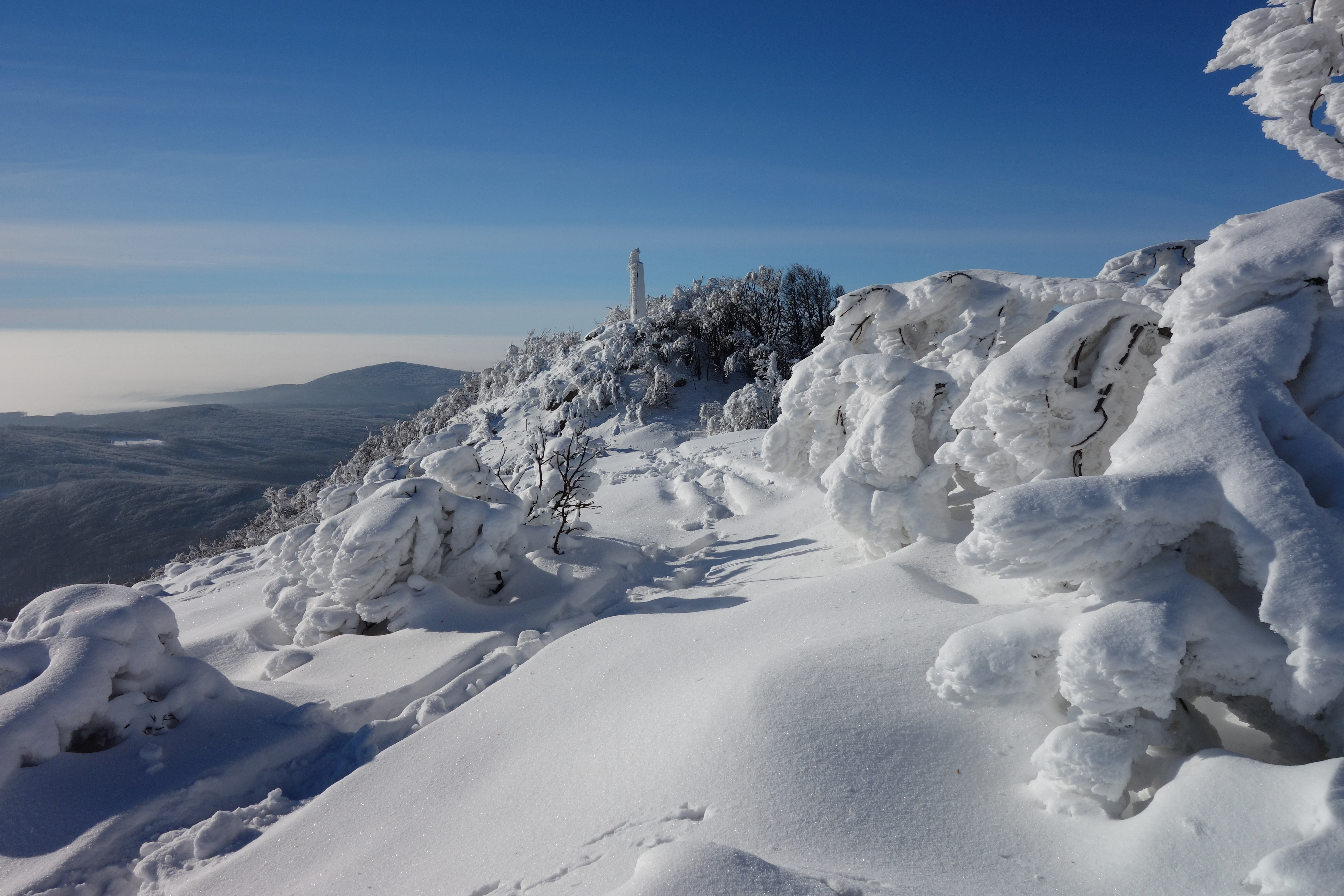
Vihorlat in inverno
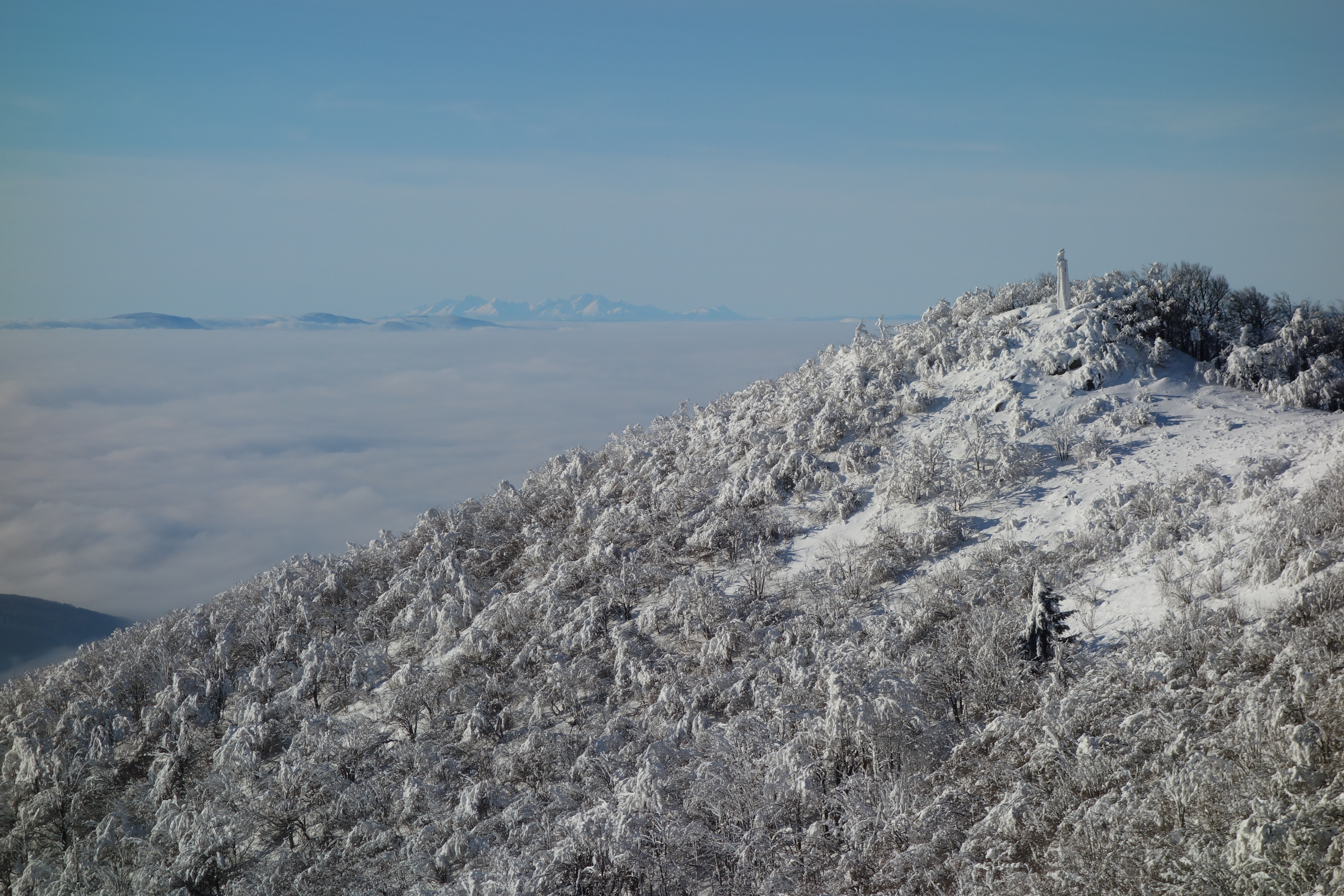
Vista dalla cima di Vihorlat ai Monti Tatra
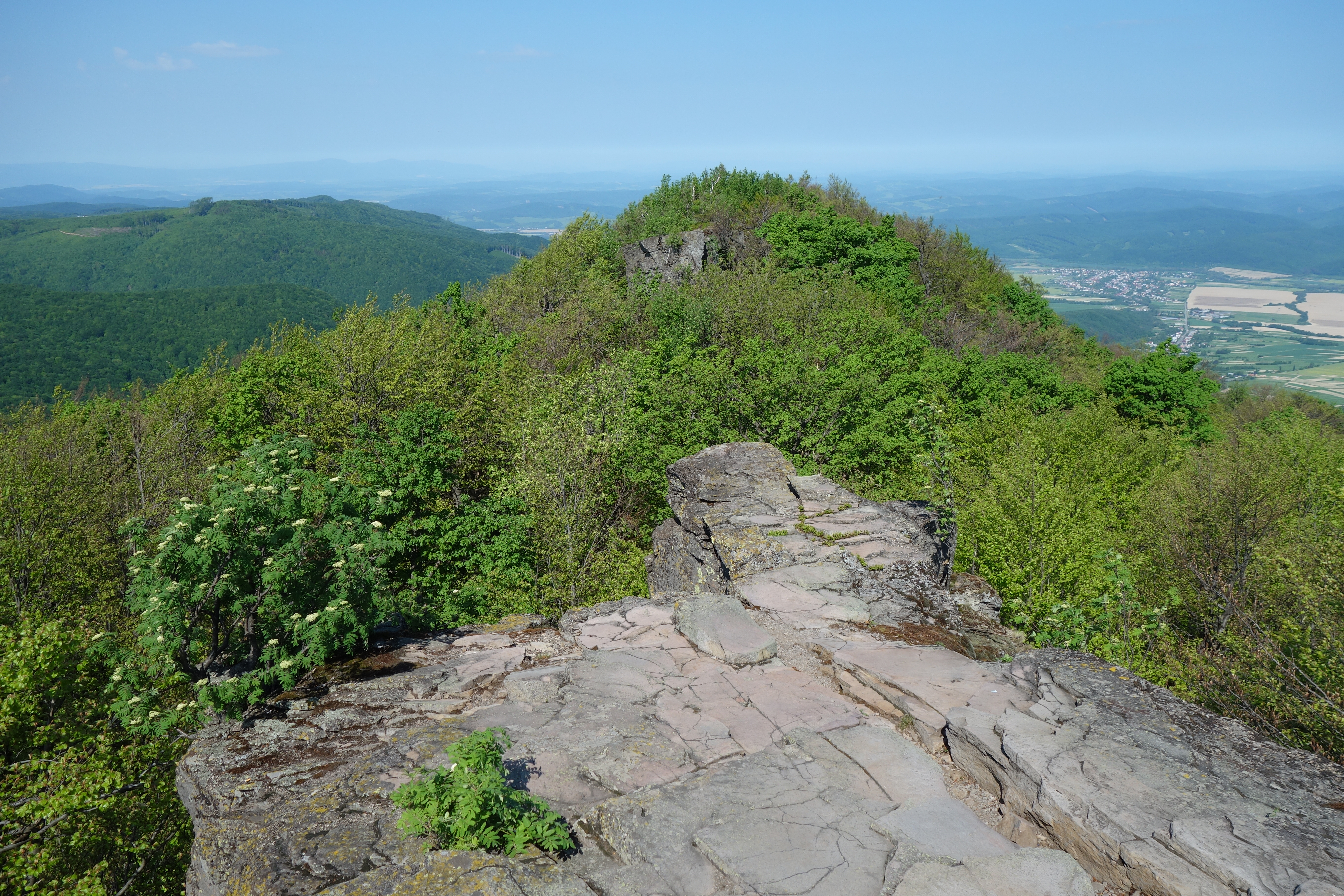
Sninský kameň (1.006 m s.l.m.)
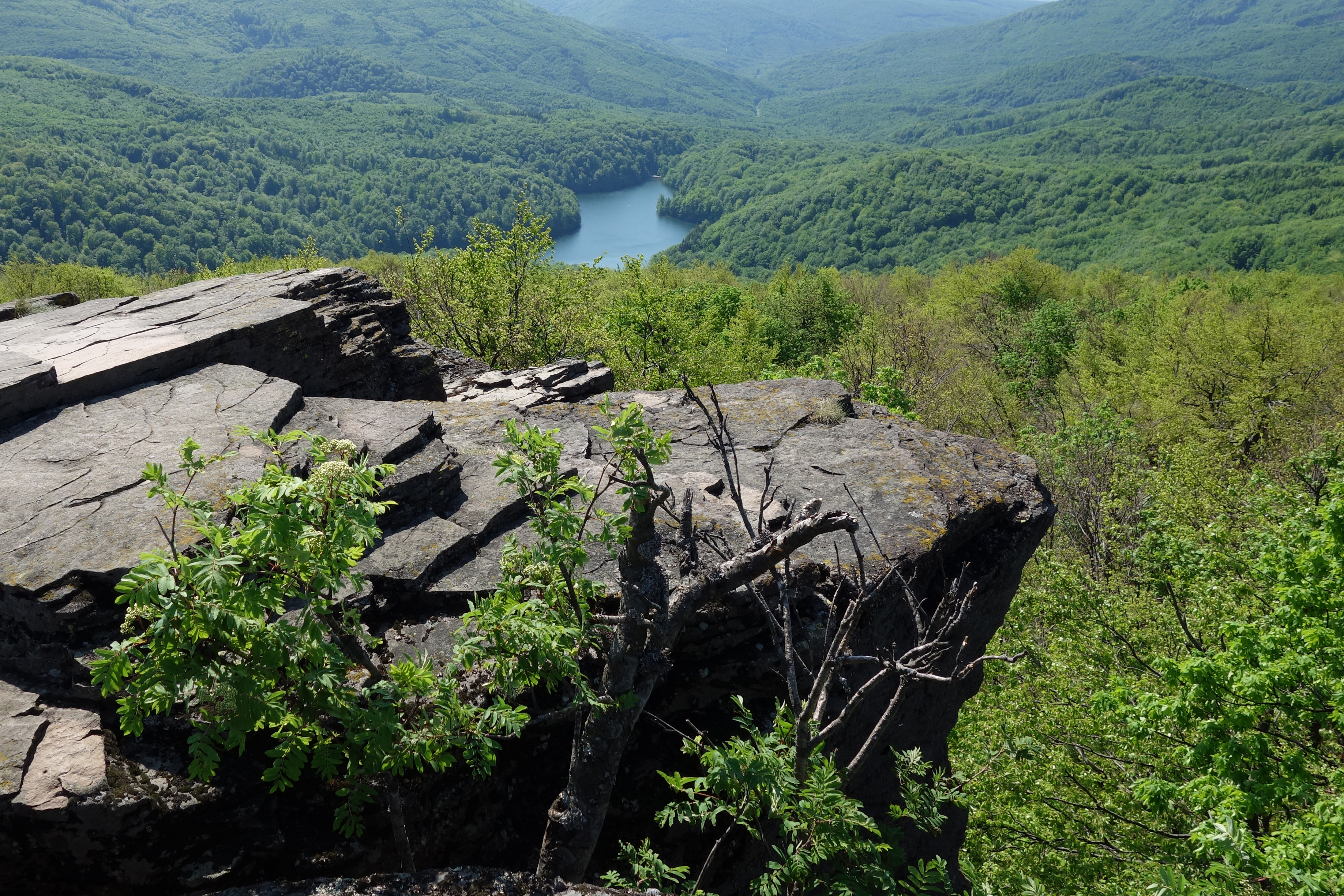
Sninský kameň e Morské oko
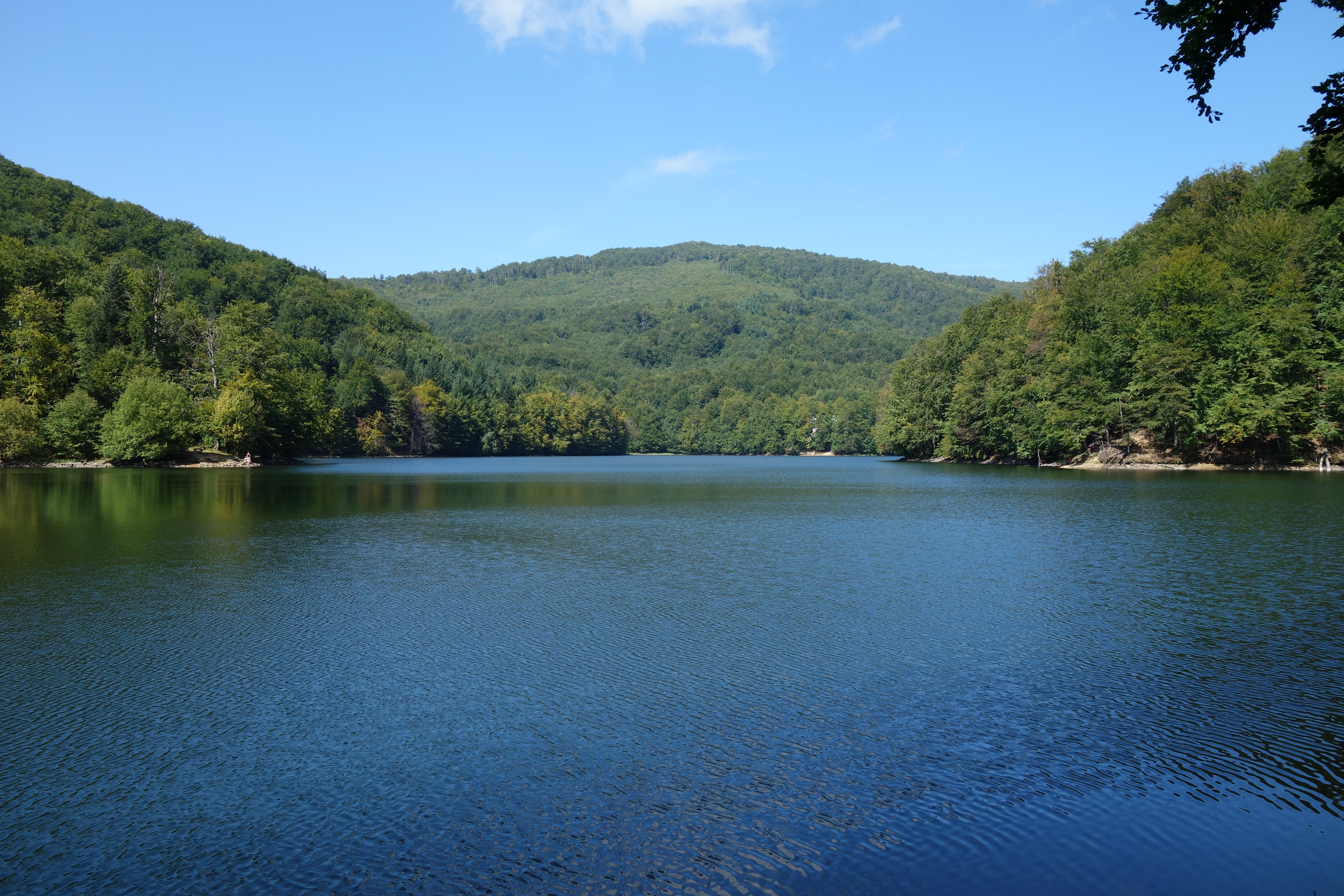
Morské oko in estate
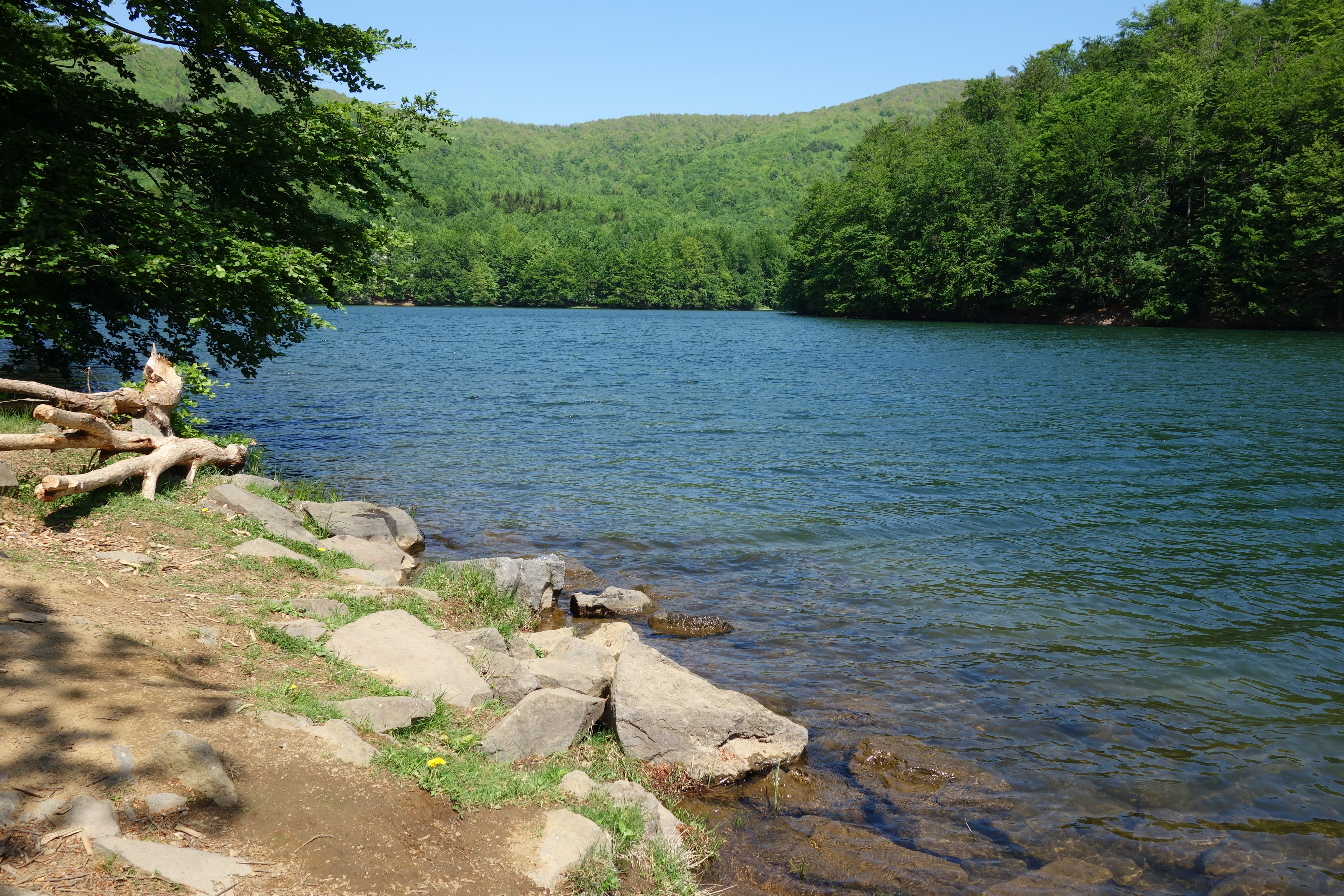
Morské oko

## Patrimonio dell'umanità
Kyjovský prales, una foresta primordiale di faggi che si trova sui monti Vihorlat, è stata proclamata dall'UNESCO Patrimonio dell'umanità il 28 giugno 2007; il motivo è che comprende scenari e processi che non sono stati disturbati dalle attività umane.